# Аманда Гранфелд
Аманда Гранфелд (англ. Amanda Grunfeld; нар. 1 березня 1967) — колишня британська тенісистка.
Найвищу одиночну позицію світового рейтингу — 138 місце досягла 28 вересня 1992, парну — 148 місце — 25 листопада 1991 року.
Найвищим досягненням на турнірах Великого шолома було 2 коло в одиночному розряді.

## Фінали ITF
| Легенда         |
| --------------- |
| турніри $25,000 |
| турніри $10,000 |

### Одиночний розряд (3–0)
| Результат | Ранг | Дата             | Турнір                            | Покриття   | Суперниця       | Рахунок       |
| --------- | ---- | ---------------- | --------------------------------- | ---------- | --------------- | ------------- |
| Перемога  | 1.   | 10 жовтня 1988   | Телфорд (Англія), Велика Британія | Тверде (i) | Сесілія Дальман | 6–3, 7–6      |
| Перемога  | 2.   | 26 серпня 1990   | Чіангмай, Таїланд                 | Тверде     | Choi Jeom-sang  | 7–5, 6–4      |
| Перемога  | 3.   | 4 листопада 1991 | Манчестер, Велика Британія        | Килим (i)  | Саманта Сміт    | 4–6, 6–4, 6–2 |

### Парний розряд (2–0)
| Результат | Ранг | Дата              | Турнір                     | Покриття  | Партнерка    | Суперниці                        | Рахунок       |
| --------- | ---- | ----------------- | -------------------------- | --------- | ------------ | -------------------------------- | ------------- |
| Перемога  | 1.   | 25 квітня 1988    | Саттон, Велика Британія    | Ґрунт     | Джо Луїс     | Марія Екстранд Моніка Лундквіст  | 4–6, 7–6, 6–4 |
| Перемога  | 2.   | 10 листопада 1991 | Манчестер, Велика Британія | Килим (i) | Джулі Салмон | Любомира Бачева Барбара Гріффітс | 7–6(2), 6–1   |